# جيمي جاكسون
جيمي جاكسون (بالإنجليزية: Jimmy Jackson)‏ مواليد 25 يوليو 1910، كان سائق فورملا 1 أمريكي سابق بدأ مسيرته الاحترافية سنة 1950. كان أول سباق له هو إنديانابوليس 500 سنة 1950. خاض خلال مسيرته 3 سباقات.

## روابط خارجية
- جيمي جاكسون على موقع DriverDB.com (الإنجليزية)